# Rally Entrerriano
El Campeonato Entrerriano de Rally o Rally Entrerriano es una competición provincial de rally, organizada  y fiscalizada por el ACCU (Autoclub Concepción del Uruguay) que se disputa en la provincia de Entre Ríos, Argentina anualmente desde 1990.
Actualmente este campeonato admite los automóviles homologados por la Federación Internacional del Automóvil FIA y/o la CDA comprendidos en un todo de acuerdo en la Reglamentación Técnica de la Categoría Turismo Rally Grupo “A” y de Producción Grupo “N”. En Grupo “A”, la Clase 6. La Clase Z tendrá un reglamento específico emitido por el ACCU. 
En Grupo “N” las Clases 3 y 3 Light de acuerdo a la Reglamentación Técnica de la CDA del ACA. Las Clases 9 y 9 L (Light) se regirán por el Reglamento Técnico Zonal emitido por el ACCU. En la Clase A6 pueden participar todos los vehículos homologados por la CDA del Automóvil Club Argentino (ACA), con cilindrada de los motores de 1600cc y 8 válvulas. La Clase AZ admite vehículos homologados con cilindrada entre 1600cc a 2000cc pero con menor libertad de preparación con respecto a la Clase A6, mientras que en las clases del Grupo "N" (Clase 9 y 9 Light) los vehículos son de hasta 1600cc 8 válvulas permitiendo amortiguadores presurizados en el caso de la Clase 9.
El campeonato proclama con el título de Campeón Entrerriano de Rally de cada Clase, a los pilotos y navegantes que hayan obtenido el mayor puntaje dentro de su Clase, sumando los puntos obtenidos en cada Rally dentro de dicha Clase. 

## Historia
El Campeonato Entrerriano se formó a partir del nacimiento del Auto Club Concepción del Uruguay (ACCU). El ACCU es la consecuencia institucional de una azarosa jugada maestra del ex intendente de Concepción del Uruguay, Juan Carlos Lucio Godoy, que logró que el último Gran Premio de Rally que se hizo en Argentina se corriese en la provincia de Entre Ríos con epicentro en Concepción del Uruguay. 
Convocando a jóvenes dirigentes provenientes de actividades tan disimiles como el automovilismo, el fútbol, el comercio, la educación y hasta del carnaval se conformó una comisión que se iba a hacer cargo de la organización de un rally binacional Argentina-Uruguay que terminó fracasando por cuestiones burocráticas aduaneras. Sin embargo ese grupo hizo que el Coronación del Rally Argentino se corriese en Entre Ríos, haciendo base en Concepción del Uruguay los días 11, 12 y 13 de diciembre de 1986.
La comisión se contactó inmediatamente con el presidente del Rally Bonaerense que aceptó gustoso el convite de correr en Entre Ríos. Así la comisión fue sumando experiencia en la fiscalización y organización de carreras y la actividad fue contagiando a pilotos, navegantes y mecánicos de la zona que hicieron sus primeras armas en ese tiempo. Fueron dos años así, hasta que el nacimiento formal del Auto Club, el 2 de marzo de 1988, se presentó como una consecuencia lógica del trabajo que venían desarrollando. No fue un hito, sino que se transformó en un eslabón natural que enlazaría dos años después la creación del Rally Entrerriano.
Es así que 1990 fue el año de creación de la categoría tras dos años de "training" organizando y fiscalizando las fechas del Rally de Argentina y del Rally Bonaerense. Un entrenamiento que no solo capitalizó el ACCU sino que sirvió de escuela para competidores, equipos, mecánicos y el público que ya había aprendido las reglas de juego de la actividad. Con reglamentos que abrevaron de los que regían el Rally Bonaerense, el Rally Santafecino y el Rally Uruguayo, finalmente el 5 de mayo de 1990 se puso en marcha el Campeonato Entrerriano de Rally en Concepción del Uruguay. 

### Años 90
Comienzo de la actividad el 5 de mayo de 1990 en Concepción del Uruguay con 21 binomios divididos en cuatro clases (tres autos de clase 3, siete autos de clase 2, ocho autos clase 1 y tres autos clase 8) largando la fecha inaugural del campeonato, ganando la clasificación general los locales Etchepare-Jawerbaum con un Volkswagen Gacel de la clase 2. Esnaola-Micheloud con Peugeot 504 ganaban la clase 3 y Schauman-Pontelli (Fiat 128) la clase 1. El parque automotor estaba compuesto principalmente por Fiat 128, Volkswagen Gacel, Renault 18, Renault 12, Peugeot 504, Fiat 600, Fiat 147 y Renault 850 que eran los preferidos de los pilotos para sortear con éxito las dificultades de los caminos entrerrianos. Al concluir el año los primeros campeones serían Loustó (Clase 3), Etchepare (Clase 2), Gras (Clase 1) y Rochelle (Clase 8) entre los pilotos y Moreno (Clase 3), Grande (Clase 2), Roca (Clase 1) y Pulido (Clase 8) entre los navegantes.
En 1991 el Campeonato comenzaba nuevamente en Concepción del Uruguay, el 7 y 8 de abril ganando la clase 3 y general los campeones Loustou-Moreno. El calendario tuvo ocho fechas, tres en Concepción del Uruguay, dos en Colón, dos en Federación (donde se disputó el Coronación) y una en Concordia.
El tercer año se iniciaba con nuevas plazas organizadoras, como Gualeguay, abriendo el año el 4 y 5 de abril. También se incorporaban Santa Elena y Paraná. El campeonato tuvo siete fechas y el Premio Coronación se disputó en Concepción del Uruguay. Las incorporaciones de las nuevas localidades hizo que nuevos pilotos entrerrianos comenzarán a incursionar en el rally. Se puede decir que en 1992 el Rally Entrerriano comenzaba a rodar por buenos caminos y a organizarse con más confianza el ACCU. Con un promedio de cuarenta autos por carrera, el récord de inscritos quedó en manos del Coronación, cuando corrieron ochenta autos.

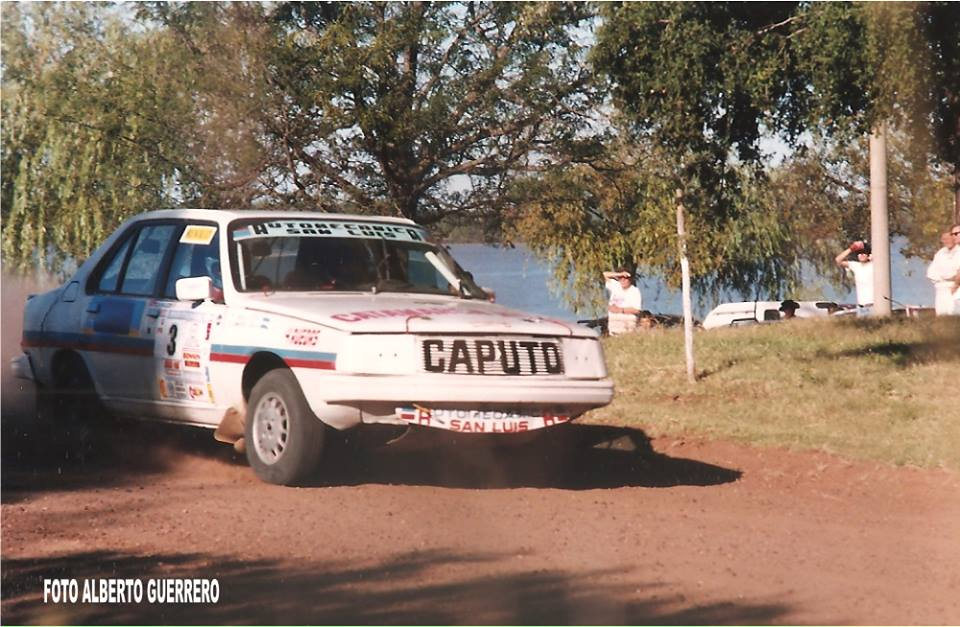
Oscar "pipi" Caputo, campeón 1992 del Rally Entrerriano (foto Alberto Guerrero)

El cuarto año del Rally Entrerriano, 1993, continuaría exitosamente, teniendo en cuenta que nuevas localidades se incorporaban al calendario, así como también, pilotos y navegantes. La localidad de Caseros, nueva plaza, sería la primera fecha. También se sumaba Villa Elisa, que se constituyó en la tercera fecha, Diamante fue la cuarta y otra de las nuevas ciudades anfitrionas del campeonato que tendría ocho fechas. El premio Coronación se llevó a cabo en Caseros, el 11 y 12 de diciembre con 58 inscritos.
En el año 1994 se incorpora la localidad de Chajarí siendo la que abrió el Campeonato de ese año. La clase 1(con autos de hasta 1300cc) se transforma en la categoría más exitosa, con un promedio de quince autos por carrera, brindando una lucha apasionante entre los Fiat 147 y Fiat 128, tuvo pilotos que se convertirían en grandes protagonistas del Rally Entrerriano como "Palito" Viganoni, "Mariola" Fernández, Castelli, Etchebest, Sergio Mecchia, los hermanos Gianello, Parravicini, Hugo Restaino,Ariel Vázquez, José Luis Pitón entre otros.
La novedad del año siguiente fue que el calendario tuvo nueve fechas, agregándose las localidades de Basavilbaso y Urdinarrain como organizadoras. El coronación fue en Concordia. Delaloye-Eggs serían los últimos campeones de la clase 8.
El arranque del año 1996 tuvo algunas dificultades, sobre todo en conseguir ciudades organizadoras, si bien se agregó una nueva (San Justo) el campeonato solo tuvo siete fechas, comenzando en Concepción del Uruguay y finalizando en Gualeguay. Se reorganizó la categoría, se eliminó la clase 8 y se crea el Grupo "N" siendo los primeros en participar CABRERA-BOTTAIA (Clase N2) y Esnaola-Bohl (clase N3). La perlita del año fue que la categoría volvió a compartir una jornada junto al Rally de Argentina.
Nuevamente como en el año anterior, el calendario 1997 tendría siete fechas con inicio en Colón. La tercera fecha se volvía a compartir con el Rally de Argentina en Concepción del Uruguay. Se gestionó una fecha binacional que se hizo realidad en octubre denominándose "Rally Integración Argentina-Uruguay" en las ciudades de Gualeguaychú y Fray Bentos.
A partir de este año se cambiaron las denominaciones de las distintas clases: la clase 3 pasó a ser A7, la clase 2 se convirtió en A6, mientras que la clase 1 pasó a llamarse A5 y se consolidaron tres grupo "N": N1, N2 y N3. 
El año 1998 dio comienzo en pleno verano con la disputa del "Campeonato de Super Prime" en el circuito "Degregori". Luego del precalentamiento veraniego de motores, el Campeonato comenzó en Concepción del Uruguay, volvieron a ser siete fechas incorporando a Puerto Yeruá al calendario. Se mantuvo la fecha con el Rally de Argentina y se volvió a correr el rally binacional Argentina-Uruguay.
Contrariamente al año anterior, el Rally Entrerriano comenzó de manera tardía: arrancó en los primeros días de mayo, en Concepción del Uruguay. Poco a poco se fueron confirmando las distintas localidades por donde iba a transitar el campeonato, que, en total, iban a ser ocho en el año. Nuevamente el Rally de Argentina tendría su fecha en Concepción del Uruguay (de donde se despediría hasta el 2005). El hecho que ensombreció la temporada fue el fallecimiento de Gustavo Morelli, a causa de un paro cardíaco antes de largar una prueba especial de la carrera en Concepción del Uruguay. En ese momento Morelli era navegante de Jorge Jones.

### Años 2000
El calendario del nuevo milenio comenzaba en Caseros, pero la lluvia hizo suspender la carrera con solo dos pruebas especiales corridas. Por lo tanto, la primera fecha pasaba a ser el Rally de San José, debutando esta ciudad organizadora. El año volvió a tener ocho fechas y el Coronación volvió a repetir el escenario del comienzo: Caseros.
El 2001 se iniciaba en una nueva localidad del departamento Paraná, Ramírez fue el escenario de la fecha apertura, se disputaron ocho fechas cerrando el año en Gualeguaychú. Fue un año muy interesante, donde se destacaron las dos clases mayores, por el buen nivel de los autos y el cuidado manejo de los pilotos.
A pesar de la crisis económica que afrontaba el país, la categoría pudo realizar siete fechas en 2002, comenzando en Concepción del Uruguay. Una nueva localidad se visitaba: Villa Urquiza proponía nuevos caminos para los pilotos entrerrianos.
Comenzaba un período de transición para el organismo fiscalizador del Rally Entrerriano, así el ACCU decidió trabajar denodadamente en su reestructuración. La época no era propicia: se hacía difícil conseguir escenarios en ese 2003 para armar el campeonato porque la crisis económica presagiaba un gran riesgo para los organizadores y afectaba de manera contundente a los municipios. Se organizaron siete fechas, comenzando en Concepción del Uruguay donde se corrió la carrera N°100 que sería ganada por el piloto uruguayo Gustavo Paiva con un Volkswagen Gol navegado por Ricardo Percodani. Villa Urquiza fue la sede del premio Coronación.  
En 2004 se disputa por primera vez una carrera en la ciudad de San Salvador, también por primera vez se visita Crespo. La novedad reglamentaria consistió en la creación de un Campeonato Absoluto.
Los nuevos aires económicos hicieron que en 2005 se recuperaran nueve plazas para conformar el campeonato. La categoría volvió a Paraná, se realizó la segunda edición de San Salvador, como así también se repitió la experiencia de Crespo. El año comenzó en Colón a fines de marzo cerrando el año en Concordia. A la bonanza se le sumó la recuperación del Rally de Argentina, que volvía a Concepción del Uruguay con el valor agregado del Rally Codasur, que por primera vez se presentaba en suelo entrerriano.
Todo lo bueno que podía pasarle al Rally Entrerriano pareció materializarse en ese 2006. Se reafirmaron las nueve fechas, volvió a disputarse una carrera del Rally de Argentino y como hacía mucho tiempo no se hacía junto al provincial. Así se enriqueció el espectáculo con el colorido local y la pasión del taller y la peña. Paradójicamente el calendario comenzaba en Corrientes, saliendo por primera vez fuera de la provincia presentándose en Goya. También se incorporaba la localidad de Villaguay, que tuvo la responsabilidad de organizar el Coronación.
2007 fue uno de los años más difíciles para el ACCU. Fue tiempo de recambio institucional y, sumado a lo difícil de toda renovación, para peor de los males, las intensas lluvias impidieron el normal inicio del calendario de carreras, solamente se pudieron disputar seis fechas. Recién a mediados de año se corrió la primera carrera, Goya volvía a inaugurar el año recién a mediados de junio, con intenso frío en el ambiente, con el calor amistoso de los goyanos y un indisimulable malestar, que provocó la renuncia del titular del ACCU recién asumido. Con seis fechas corridas el coronación se disputó en Federación.
El año 2008 vería el resurgimiento del certamen, con nueve fechas disputadas siendo nuevamente apertura a ciudad de Goya. Un buen promedio de más de 40 binomios durante todo el año y la consagración dentro de la clase N3 de las hermanas concordienses Nadia Cutro y Florencia Cutro (hijas del múltiple campeón Oscar) hecho que acaparó la atención de gran cantidad de medios provinciales e incluso nacionales. Un caluroso fin de semana de diciembre puso punto final a este buen año en la ciudad de Gualeguay.  
.